# О (вірменська літера)
Օ, օ (о, вірм. օ) — тридцять сьома літера вірменської абетки. 
Позначає звук /o/. 
Літеру було додано в абетку в XII ст. Через таку пізню появу вона не має числового значення. 
В Юнікоді має такі коди: U+0555 для Օ, U+0585 для օ. В інших типах кодування відсутня.
| Вірменська абетка | Вірменська абетка |
| --- | ----------------- |
| Ա · Բ · Գ · Դ · Ե · Զ · Է · Ը · Թ · Ժ · Ի · Լ · Խ · Ծ · Կ · Հ · Ձ · Ղ Ճ · Մ · Յ · Ն · Շ · Ո · Չ · Պ · Ջ · Ռ · Ս · Վ · Տ · Ր · Ց · Ւ · Փ · [[Ке (вірменська літера)\|АплКо |                   |